# 2013년 삼성 라이온즈 시즌
2013년 삼성 라이온즈 시즌은 삼성 라이온즈가 KBO 리그에 참가한 32번째 시즌이다.
류중일 감독이 팀을 이끈 3번째 시즌이었으며, 최형우가 주장이었다.
팀은 3년 연속으로 정규 시즌 1위에 올랐으며, 한국시리즈에서 두산 베어스를 상대로 4차전까지 1승 3패로 궁지에 몰렸으나, 이후 5, 6, 7차전을 모두 이기고 3년 연속 통합 우승과 창단 7번째 통합 우승을 달성했다.  시즌 후 열린 아시아 시리즈에서는 준결승에서 탈락하며 6팀 중 4위에 그쳤다.
한편, 배영수가 이 해 선발로만 14승을 기록하여 세든과 함께 최다 선발승 타이틀을 차지했는데 이 기록은 역대 최다 선발승 투수 최소 선발승 타이 기록이다.(이외 - 1988년 한희민 1990년 김태원 2009년 로페즈 조정훈)

## 타이틀
- 월드 베이스볼 클래식 국가대표: 류중일(감독), 김한수(코치), 오승환, 차우찬, 장원삼, 진갑용, 김상수, 이승엽
- KBO 골든글러브: 최형우 (외야수)
- 플레이어스 초이스 어워드 재기선수상: 신용운
- 조아제약 프로야구대상 최고구원투수상: 오승환
- 조아제약 프로야구대상 프로감독상: 류중일
- 조아제약 프로야구대상 재기상: 배영수
- 카스포인트 어워즈 최우수감독상: 류중일
- 한국갤럽 선정 올해를 빛낸 스포츠스타 10위: 이승엽
- 한국갤럽 선정 한국인이 좋아하는 스포츠스타 10위: 이승엽
- 한국갤럽 선정 가장 좋아하는 한국인 야구선수: 이승엽 (2위), 오승환 (10위)
- 한국시리즈 MVP: 박한이
- 올스타전 홈런레이스 우승: 이승엽
- 올스타전 홈런레이스 최대 비거리상: 이승엽 (135m)
- 올스타전 퍼펙트피처 우승: 오승환
- 올스타전 승리팀상: 이스턴리그
- 올스타전 승리감독상: 류중일
- 올스타 선발: 오승환 (구원투수), 이승엽 (1루수)
- 올스타전 추천선수: 안지만, 진갑용, 배영섭
- 컴투스프로야구 내일은 국가대표 라인업: 오승환 (중계투수)
- 컴투스프로야구 선정 메이저리거 라인업: 오승환
- 컴투스프로야구 선정 2016년이 기대되는 군제대 선수: 배영섭
- 출장(타자): 최형우 (128)
- 타석: 최형우 (573)
- 실질타석: 최형우 (572)
- 타수: 최형우 (511)
- 루타: 최형우 (271)
- 완봉: 윤성환 (1)
- 다승: 배영수 (14)
- 장타: 최형우 (57)
- 선발승: 배영수 (14)

### 퓨처스리그
- 퓨처스 올스타: 이현동, 성의준, 박해민, 정두산
- 사구: 정현 (20)
- 남부리그 출루율: 모상기 (0.445)

## 선수단
- 선발투수: 윤성환, 밴덴헐크, 장원삼, 배영수, 로드리게스, 김기태
- 구원투수: 차우찬, 안지만, 심창민, 신용운, 권혁, 김현우, 박근홍, 조현근, 백정현, 카리대, 이동걸
- 마무리투수: 오승환, 이우선, 최원제, 김건한
- 포수: 이지영, 이정식, 진갑용, 김동욱
- 1루수: 채태인, 강봉규
- 2루수: 김태완, 조동찬, 백상원, 성의준, 강명구, 신명철
- 유격수: 김상수, 정현, 정병곤
- 3루수: 박석민
- 좌익수: 최형우, 우동균, 이상훈
- 중견수: 정형식, 배영섭, 박찬도
- 우익수: 박한이, 김헌곤
- 지명타자: 이승엽, 박해민, 모상기

## 여담
- 배영섭은 좌중간 타구 타율 0.107로 2013년 이후 규정 타석 충족 타자 중 단일 시즌 최고 기록을 세웠다.

## 같이 보기
- 1993년 삼성 라이온즈 시즌
- 2001년 삼성 라이온즈 시즌
- 2004년 삼성 라이온즈 시즌
- 2010년 삼성 라이온즈 시즌
- 2015년 삼성 라이온즈 시즌